# Ivo Medek

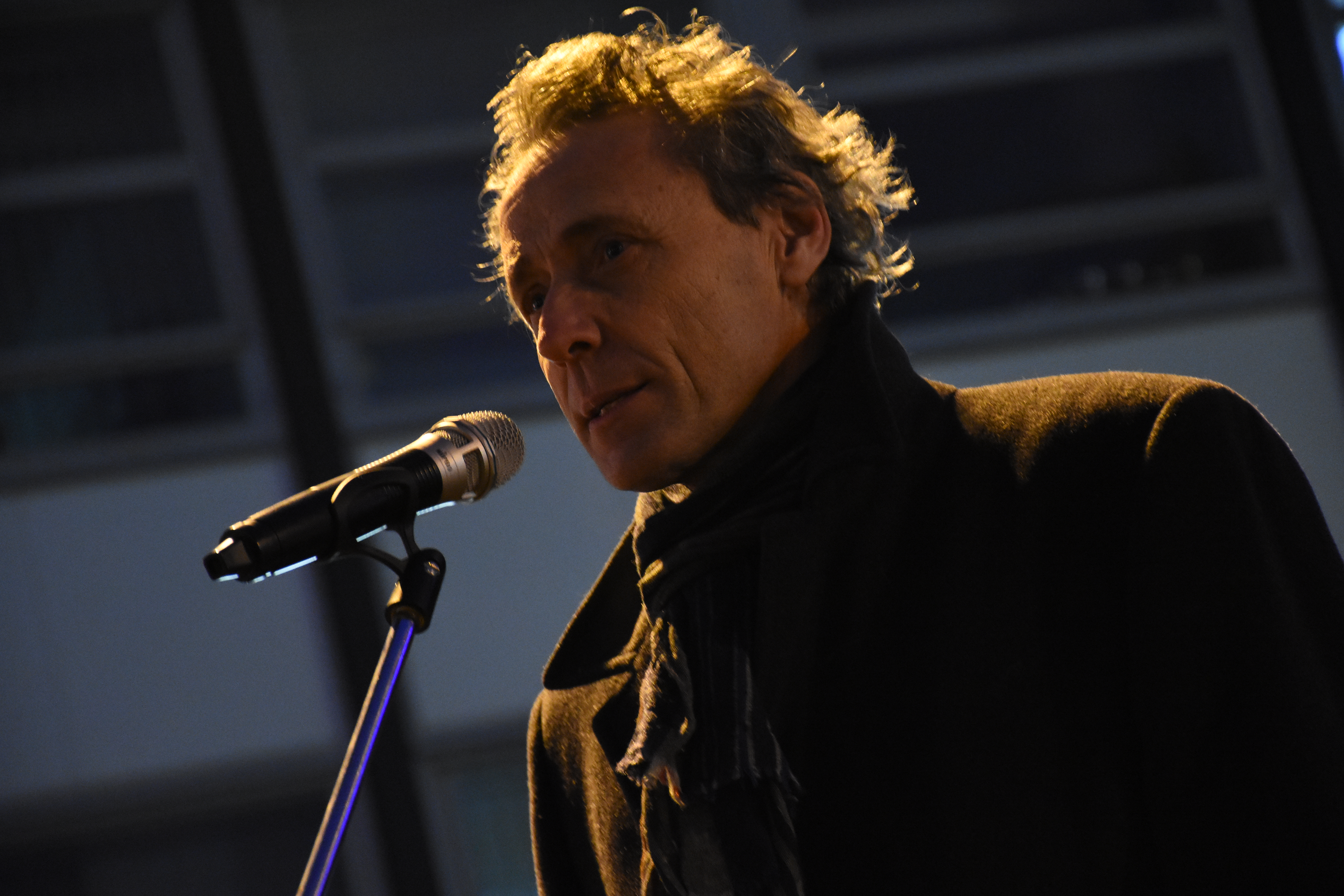
Ivo Medek, 2018

Ivo Medek (* 20. Juli 1956 in Brünn) ist ein tschechischer Komponist und Musikpädagoge.
Medek studierte an der Musikfakultät der Janáček-Musikakademie Brünn (JAMU) bei Alois Piňos und erwarb hier den Master- und Doktorgrad. Seit 1999 unterrichtet er hier Komposition und Musiktheorie, zunächst als Dozent, seit 2007 als Professor. Zwischen 2002 und 2008 war er Dekan der Musikfakultät, von 2010 bis 2018 Rektor der JAMU. Daneben gab er Kurse u. a. am Mozarteum in Salzburg, der Universität für Musik und darstellende Kunst Wien, der Universität für Musik und darstellende Kunst Graz, bei den Darmstädter Ferienkursen und der Gesellschaft für Neue Musik sowie den Zentren für Neue Musik in Dresden und Weimar. Unter seinen mehr als fünfzig Werken finden sich Kompositionen wie ein Klavier- und ein Schlagzeugkonzert, eine Sinfonie, eine Oper und multimediale Projekte.

## Werke
- In memoriam A.K. für Bass, Violine, Cello und Klabier, 1986
- Africká housenka für Mezzosopran, Sprecher und Kammerchor, 1986
- Adai für Klavier und drei Schlagzeuger (mit Dan Dlouhý und Adam Kubíček), 1986
- Rozpomínání für Klavier, Trompete und Schlagzeug, 1987
- Adledaivan für Violine, Cello, Klavier und vier Schlagzeuger, 1988
- Dlouhé Čékáni für Mezzosopran und zwei Schlagzeuger, 1988
- Pán Much, Konzert für Klavier und Orchester, 1988
- Triady, Konzert für Schlagzeug und Orchester, 1989
- Hora Ruit für gemischten Chor, 1989
- Pangea für Klarinette, Violine oder Cello und Klavier, 1989
- Zlomeny Krziz I, II für drei Schlagzeuger, Klavier und Synthesizer, 1989
- Symfonie č. 1, 1990
- Variace na Štêstí für Mezzosopran, Violine, Klavier und kleines Kind, 1991
- Cepheidy für Marimba, Vibraphon und Klavier, 1991
- Krajiny s pietou für vier Schlagzeuger und Tonband, 1992
- Uplývání für Mezzosopran, Sampler und Orchester, 1992
- Wiry Breath für Bassklarinette und Harfe, 1992
- Fests für drei Schlagzeuger und Klavier, 1993
- Tamtamania für Tamtam und Tonband, 1993
- Temporis motio für Schlagzeug solo, 1993
- Svety bez hranic, audiovisuelles Multimediaprojekt, (mit Dan Dlouhý), 1993
- Adam a Eva, Planetarisches Oratorium, audiovisuelles multimediales Projekt (mit Alois Piňos, Dan Dlouhý, Zbyněk Matějů, Jiří Kollert, Daniel Forró), 1994
- Postludio für elektrische Violine, Schlagzeug und Tonband, 1994
- Persofonie für Schlagzeug solo und großes Streichorchester, 1994
- Vec Gage aneb anály avantgardy dokorán, Kammeroper, (mit Miloš Štědroň und Alois Piňos), 1995
- 11 podob měsíčního svitu für Flöte, Klarinette, Violine, Viola, Cello und Perkussion, 1999
- Triax für Marimba, Klavier, Schlagzeug und Orchester, 2000
- Krzizeni, multimediales Konzert, 2000
- Ohne, multimediales Projekt (mit Markéta Dvořáková und Jan Kavan) für Kinderschauspieler, zwei Sänger, drei Schlagzeuger, Kammerorchester, Elektronik, Tanzensemble und interaktive Video- und Feuereffekte, 2002
- Vrac (Doktor), Einakter für drei Sänger, fünf Instrumentalisten und Elektronik nach Anton Tschechow, 2002
- Grain, Konzert für Flöte und Orchester, 2004–05
- Krídla für Kammerensemble, 2005